# Inscryption
Inscryption — колодоскладальний рогалик, створений компанією Daniel Mullins Games і опублікований Devolver Digital. Гру було випущено для Windows 19 жовтня 2021 року , а на Linux і macOS 22 червня 2022 року, після чого в серпні вийшли версії для PlayStation 4 і 5.   У світі продано понад 1 мільйон копій станом на січень 2022 року.
Як метафікційна гра, Inscryption містить знайдені кадри, коли гравець спостерігає за досвідом відеоблогера, який випадково натрапив на відеогру під назвою Inscryption, яка зберігає низку дивних секретів. Коли гравець спілкується з таємничим дилером у темній каюті, він знаходить додаткові секрети, які розкривають більше історії вигаданого Inscryption.
Спочатку Маллінз створив карткову гру, де центральною механікою було пожертвування уже зіграних карт. Опублікувавши прототип на itch.io він отримав позитивні оцінки і розширив як карткову гру та додав елементи стилю втечі з кімнати . У березні 2022 року було випущено додатковий ігровий режим, який дозволяв гравцям зосереджуватись лише на картковій грі без додаткових елементів головоломки.

## Сюжет
На знайдених кадрах гри відеоблогер Люк «Щасливчик Кардер» знімає розпаковку карткової гри під назвою Inscryption, яка вже не випускається. Вставивши дискету в комп'ютер він виявляє, що не може почати «Нову гру», і змушений «Продовжити».
У грі персонаж-гравець Кардер взаємодіє з темним, ворожим дилером на ім’я Леший в каюті. Коли персонаж Кардера програє, Леший використовує чарівну камеру, щоб зафіксувати персонажа на новій «карті смерті», яка з’являється в наступних катках. 
Коли персонаж перемагає Лешого, вони викрадають камеру та використовують плівку, щоб зафіксувати Лешого на карті смерті. Пошук у кімнаті показує зниклу кнопку «Нова гра», яка після збору повертає колоду до свіжого стану.

## Геймплей
Inscryption — це гра зі створення колоди в жанрі roguelike. Гра  на сітці 3x4 розділена на три дії, де змінюється природа самої гри зі збиранням колод, втім основні правила карткової гри залишаються незмінними. У третій дії гральна сітка розширюється до 3x5, а гравець розігрує свої карти в нижньому ряду, тоді як його суперник розігрує карти наперед у верхньому рядку, а потім автоматично переміщується в гру в середній ряд під час насутпного ходу.
Кожна карта має значення атаки та здоров'я. У хід гравця або опонента, після того, як їхні карти розіграні, кожна з карт атакує карту свого опонента в тому самому стовпчику, завдаючи значення атаки здоров’ю цієї карти, і якщо це зменшує здоров’я до нуля або менше, ця карта видаляється. Якщо атакуюча карта не має протидії, то атака наносить безпосередньо супротивнику. 
Пошкодження відстежуються на шкалі зважування за допомогою зубців. Ціль гри: схилити чашу терезів на сторону супротивника з різницею в п’ять зубів, перш ніж вони зможуть зробити те саме на сторону гравця. Окрім значення атаки, кожна карта має різні сигіли, що представляють особливі здібності, такі як здатність пролетіти повз блокувальника або атакувати кілька колон за хід.

## Розвиток

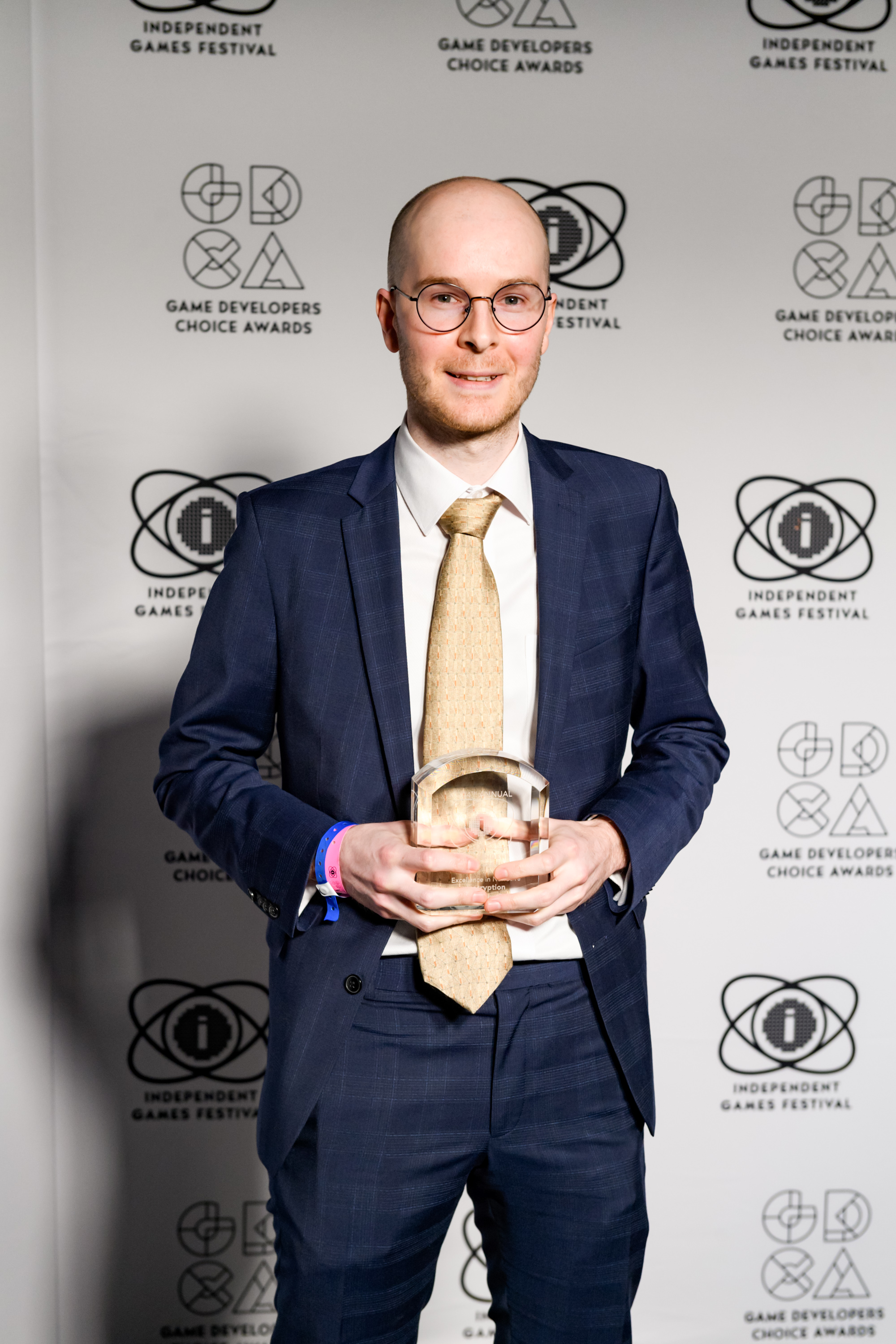
Деніел Маллінз на конференції розробників ігор у 2022 році

Гра почалася як невеликий проект, який Деніел Маллінз створив під час гри Ludum Dare 43 у 2018 році, де основним мотивом була «необхідність жертвувати». У той час Маллінз повернувся до Magic: The Gathering і зазнав впливу тамтешньої механіки жертвоприношень, щоб створити підхід, коли гравець жертвував би істотами, щоб грати за інших. Ця ідея поширювалася на гравця, який фактично жертвував частинами власного тіла, щоб вплинути на гру з негативними наслідками, які можуть виникнути через це, наприклад жертвувати оком, яке обмежило б його поле зору. 

## Сприйняття та оцінка
Inscryption отримала  «загалом схвальні» оцінки на Metacritic .  
Inscryption була номінована як найкраща інді-гра та найкраща гра-симулятор/стратегія The Game Awards 2021 .  Polygon назвав Inscryption своєю найкращою грою 2021 року  У Steam Awards 2021 вона була номінована як гра із найінноваційнішим геймплеєм. Inscryption виграла як «Гра року» на 22-й церемонії нагородження Game Developers Choice Awards, так і головну премію Seumas McNally на супутньому Фестивалі незалежних ігор 2022 року, а також у номінаціях «Досконалість у дизайні, оповіді та аудіо»; це перший раз, коли гра виграла обидва головні призи. 
До січня 2022 року гру купили понад мільйон разів. 